# Гірсовське сільське поселення
Гі́рсовське сільське поселення (рос. Гирсовское сельское поселение) — адміністративна одиниця у складі Юр'янського району Кіровської області Росії. Адміністративний центр поселення — селище Гірсово.

## Історія
Станом на 2002 рік на території поселення існували такі адміністративні одиниці:
- Гірсовський сільський округ (селища Гірсово, Гірсовський кар'єр, станційне селище Гірсово, присілки Іскра, Слободіно)

Поселення було утворене згідно із законом Кіровської області від 7 грудня 2004 року № 284-ЗО у рамках муніципальної реформи шляхом перетворення Гірсовського сільського округу.

## Населення
Населення поселення становить 1044 особи (2017; 1086 у 2016, 1100 у 2015, 1099 у 2014, 1122 у 2013, 1021 у 2012, 1140 у 2010, 1173 у 2002).

## Склад
До складу поселення входять 6 населених пунктів:
| Населений пункт             | Населення, осіб (2002) | Населення, осіб (2010) |
| --------------------------- | ---------------------- | ---------------------- |
| Гірсово, селище             | 1079                   | 981                    |
| Гірсово, станційне селище   | 61                     | 75                     |
| Гірсовський кар'єр, селище  | 25                     | 43                     |
| Іскра, присілок             | 4                      | 14                     |
| Нікольський Затон, присілок | -                      | 21                     |
| Слободино, присілок         | 4                      | 6                      |